# Maybach-Weg

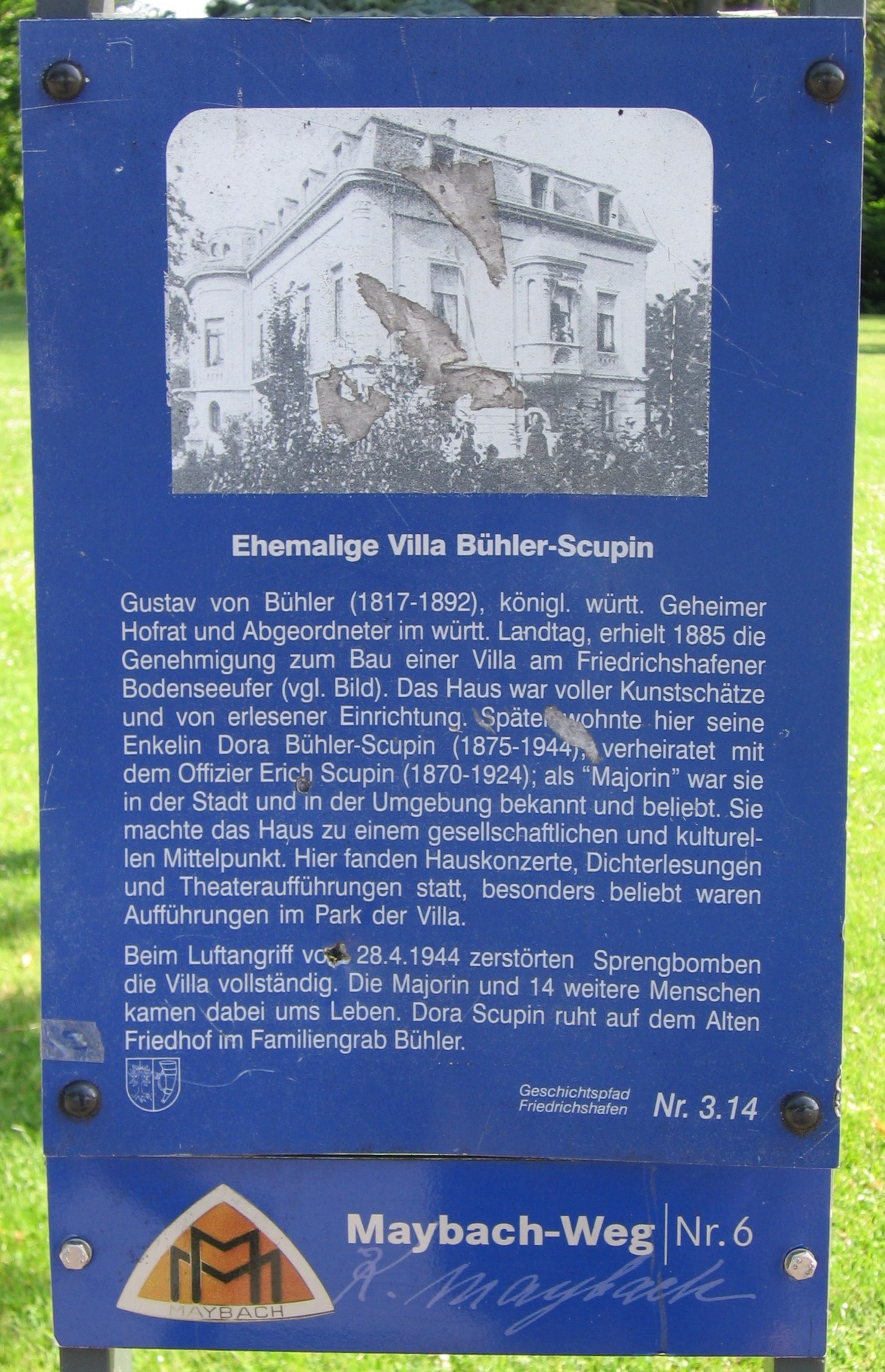
Infotafel an Station 6

Der Maybach-Weg vermittelt an zwölf Stationen das Leben und Wirken des Konstrukteurs Karl Maybach (1879–1960) und ist neben dem Zeppelin-Pfad eine Ergänzung des Geschichtspfads Friedrichshafen. Er führt zu den wichtigsten Orten, an denen Karl Maybach zwischen 1912 und seinem Tode in Friedrichshafen gearbeitet und gelebt hat.

## Stationen

### Station 1 – Karl-Maybach-Gymnasium, Ecke Kepler-/Riedleparkstraße
Das bereits vor dem Zweiten Weltkrieg als Mädchenoberschule bestandene „Progymnasium für Mädchen“ wurde 1956 aus dem Graf-Zeppelin-Gymnasium (GZG) ausgegliedert. 1972, auf Beschluss des Friedrichshafener Gemeinderats, wurde es in ein Vollgymnasium umgewandelt und erhielt den Namen Karl-Maybach-Gymnasium (KMG).

### Station 2 – Firmengelände des ehemaligen Maybach-Motorenbaus
Auf Wilhelm Maybachs Initiative und mit Unterstützung durch Ferdinand Graf von Zeppelin gründete die Luftschiffbau Zeppelin GmbH ein Tochterunternehmen zum Bau von Luftschiffmotoren in Bissingen an der Enz; Karl Maybach bestimmte man zum technischen Geschäftsführer. 1912 wurde der Firmensitz nach Friedrichshafen verlegt und 1918 das Unternehmen in Maybach-Motorenbau umbenannt; es entwickelte sich weiter bis zur heutigen MTU Friedrichshafen.

### Station 3 – Büsten Karl und Wilhelm Maybachs

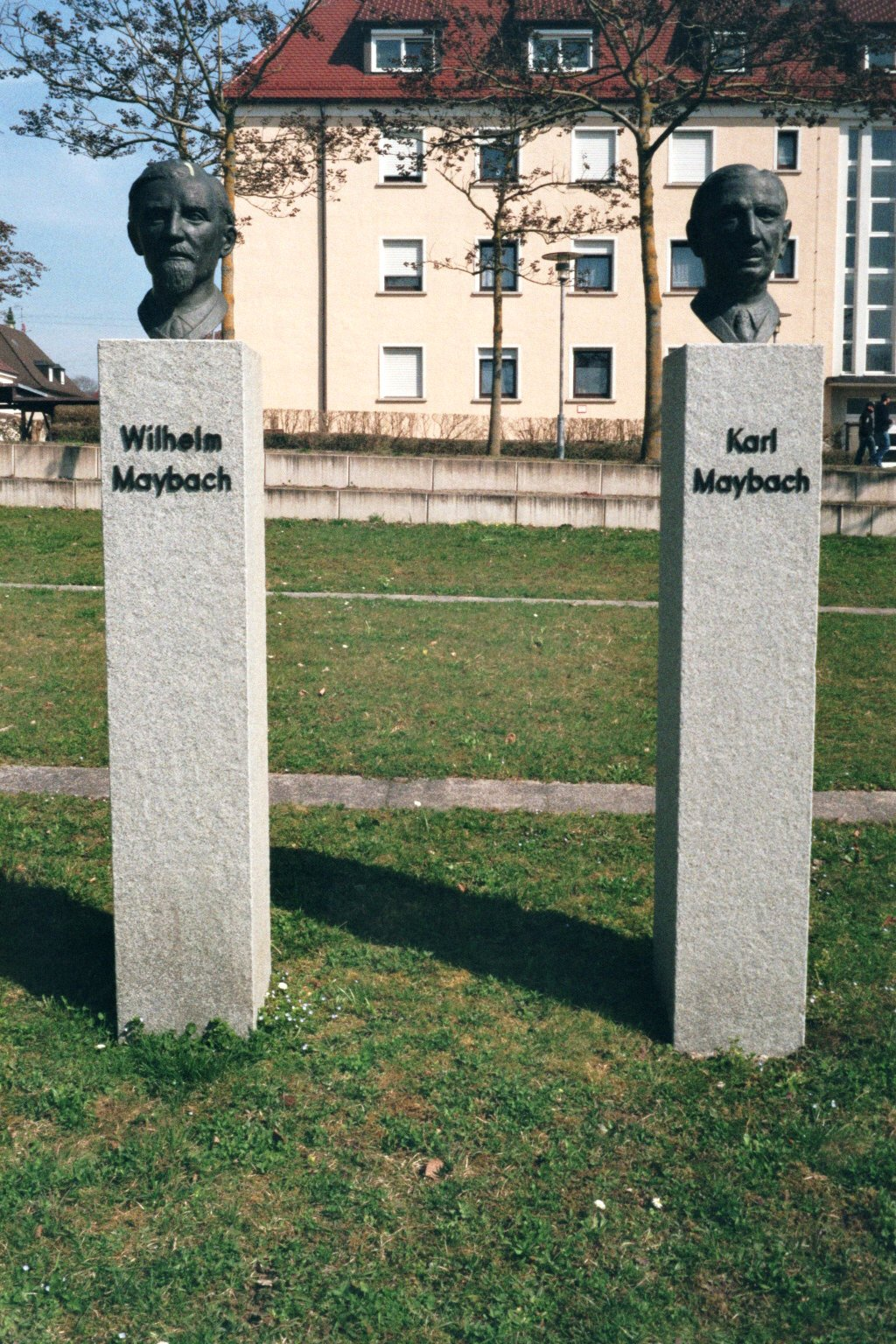
Maybach-Stelen am Maybachplatz

Am heutigen Maybachplatz erinnern zwei Büsten an Karl Maybach und seinen Vater Wilhelm Maybach (1846–1929).

### Station 4 – Maybachstraße
Die Maybachstraße verläuft von der Hochstraße entlang des Firmengeländes der MTU bis zur Riedleparkstraße am Südeingang des Karl-Maybach-Gymnasiums. Seit 1947 erinnert sie mit ihrem Namen an Vater Wilhelm und Sohn Karl Maybach.

### Station 5 – Zeppelin Museum / ehemaliges Gredhaus und Postamt
Das 1387 erstmals erwähnte Gredhaus diente bis 1811 als Lagerhaus für den Warenumschlag zwischen Land- und Wassertransport. In folgenden fast einhundert Jahren bis zu seinem Abbruch 1905 diente das Gebäude unter anderem als Amtshaus, war in Besitz eines Gastwirtes, der Zollverwaltung sowie der Post- und Telegraphenbehörde.

### Station 6 – Ehemalige Villa Bühler-Scupin
Karl Gustav Friedrich von Bühler (* 1817 in Stuttgart; † 1892 in Friedrichshafen) war Domänendirektor und Mitglied des deutschen Reichstags. 1885 erhielt er die Genehmigung zum Bau einer Villa am Ufer des Bodensees. Seine Enkelin Dora Bühler-Scupin machte das Gebäude und den es umgebenden Park zu einem kulturellen und gesellschaftlichen Mittelpunkt, in dem auch Maybach regelmäßig zu Gast war. Am 28. Mai 1944 wurde die Villa durch Sprengbomben völlig zerstört.

### Station 7 – Ehemaliges Kurhaus und Kurgartenhotel
Im 1864 entstandenen Kurgarten wurde 1872 ein Kurhaus, das 1877 in Besitz der Stadt überging, errichtet. 1909/10 wurde es abgerissen und durch den Neubau des Kurgartenhotels ersetzt. Im April 1944 wurde es während eines Luftangriffs schwer beschädigt, diente bis 1956 der französischen Kommandantur und wurde 1971 abgerissen. Karl Maybach wohnte eine Zeit lang in diesem Hotel. 1982/85 entstand an gleicher Stelle das Graf-Zeppelin-Haus.

### Station 8 – Haus Schmidstraße 4

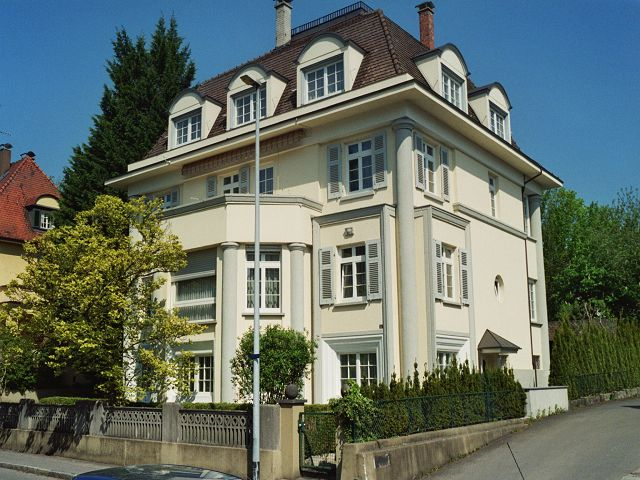
Wohnhaus von Karl und Käthe Maybach in der Schmidstraße 4

Karl und Käthe Maybach wohnten nach ihrer Hochzeit von 1915 bis 1920 in diesem Haus, 1913/14 von dem Architekten Ernst Niederberger errichtet worden war.

### Station 9 – Ehemalige Villa Sachs, Zeppelinstraße 34
Die Villa Sachs war ein großbürgerliches Wohnhaus in der Zeppelinstraße. Von 1920 bis 1922 wohnte die Familie Karl Maybachs in dem Haus. Später gehörte es dem Unternehmer Ernst Sachs, nach dem es dann auch benannt wurde. Sachs kaufte das Anwesen im Jahr 1925 und stellte es seiner Mutter Pauline, die allerdings schon im Jahr 1926 starb, sowie seinen Geschwistern Albert, Lina und Maria als Alterssitz zur Verfügung. Auch er selbst nahm in den folgenden Jahren immer wieder Aufenthalt in der Friedrichshafener Villa. Die Villa Sachs wurde 1977 abgerissen und durch ein Mehrfamilienhaus ersetzt. Erhalten blieben nur die Umfassungsmauern und die alte Zufahrt zum Grundstück.

### Station 10 – Haus der Familie Maybach, Zeppelinstraße 58
Das erste, 1916 hier von Karl Maybach erbaute Haus wurde während der schweren Luftangriffe auf Friedrichshafen am 28. April 1944 zerstört.
Maybach ließ das Haus nach dem Krieg in zwei Bauabschnitten, aber nicht mehr in der ursprünglichen Größe, wiederaufbauen. Er starb hier bei einem Aufenthalt am 6. Februar 1960 im Kreis seiner Familie.

### Station 11 – Haus am See / ehemaliges Gustav-Werner-Stift, Gustav-Werner-Weg 11
1949 wurde die Tagungs- und Erholungsstätte „Gustav-Werner-Stift“ am Seeufer westlich des Friedrichshafener Strandbads von der Gustav-Werner-Stiftung errichtet. In den Jahren 1949 bis 1956 logierte Karl Maybach während seiner Aufenthalte in Friedrichshafen stets in diesem Haus.

### Station 12 – Karl Maybachs Ehrengrab
Karl Maybach wurde auf dem städtischen Hauptfriedhof in einem Ehrengrab beigesetzt. Es liegt in einer Reihe mit den Gräbern Claude Dorniers, Ludwig Dürrs und Hugo Eckeners sowie den Toten des am 6. Mai 1936 in Lakehurst zerstörten Luftschiffs LZ 129 „Hindenburg“.